# Malocampa sida
Malocampa sida är en fjärilsart som beskrevs av William Schaus 1892. Malocampa sida ingår i släktet Malocampa och familjen tandspinnare. Inga underarter finns listade i Catalogue of Life.